# 1128 Astrid
1128 Astrid је астероид главног астероидног појаса. Приближан пречник астероида је 34,69 ,
а средња удаљеност астероида од Сунца износи 2,788 астрономских јединица (АЈ).
Инклинација (нагиб) орбите у односу на раван еклиптике је 1,015 степени, а орбитални период износи 1701,033 дана (4,657 године). Ексцентрицитет орбите астероида износи 0,045.
Апсолутна магнитуда астероида износи 10,70 а геометријски албедо 0,077.
Астероид је откривен 10. марта 1929. године.